# Terremoto de Sierra El Mayor - Cucapah
El Terremoto de Mexicali, Terremoto de Baja California de 2010, o 2010 Easter Earthquake en inglés, fue un sísmo ocurrido a las 3:40 hora local, del domingo 4 de abril de 2010, que alcanzó una magnitud de 7,2 {\displaystyle M_{\mathrm {w} }}. Según el Servicio Geológico de Estados Unidos, el epicentro del sísmo se registró a 26 km al suroeste de Ciudad Guadalupe Victoria, y a 60 km al sursureste de Mexicali en el estado mexicano de Baja California. El Servicio Sismológico Nacional informa de la ubicación del epicentro a una distancia de 18 km al sureste de Mexicali.
El sísmo fue sentido muy fuerte en la zona noreste del estado de Baja California y la frontera México-Estados Unidos, Tijuana; también fue percibido en ciudades del sur del estado estadounidense de California como San Diego y Los Ángeles.

## Víctimas y daños materiales

### México
La intensidad del sismo causó daños a la infraestructura eléctrica en la zona del Valle de Mexicali resultando con afectaciones la línea de transmisión proveniente de Tijuana, la subestación Rosita y la línea de interconexión con el Valle Imperial, en Estados Unidos lo que provocó la interrupción del suministro eléctrico en la ciudad Mexicali y sus alrededores. 4 muertos y 1218 lesionados. Por otra parte, la carretera Tijuana-Mexicali se derrumbó a la altura del kilómetro 80 La Rumorosa. En Tijuana y Ensenada, se informó de ventanas rotas, la caída de diversos postes de electricidad y de teléfono. En afectaciones de otra índole, sufrieron daños graves los canales de riego Nuevo Delta y Reforma afectando 60 mil hectáreas de cultivo en el Valle de Mexicali. El sismo fue registrado en Ciudad Guadalupe Victoria (Baja California) por el Centro de Investigación Científica y de Educación Superior de Ensenada, donde la onda sísmica afectó a la población severamente, al igual que al estado.
Ese mismo día que ocurrió el sismo, la Secretaría de Gobernación informó de la muerte de una persona al derrumbarse su vivienda y la atención médica de otras tres tras sufrir crisis nerviosas. Más tarde, la Dirección de Protección Civil Estatal confirmó la muerte indirecta de otra persona que fue atropellada al salir de su vivienda cuando ocurría el sismo y de un saldo de cientos de lesionados. En el Valle de Mexicali, fue afectado de manera grave, al perder comunidades casi enteras sus viviendas y tierras de cultivo, por las inundaciones que se suscitaron con el terremoto.

### Estados Unidos

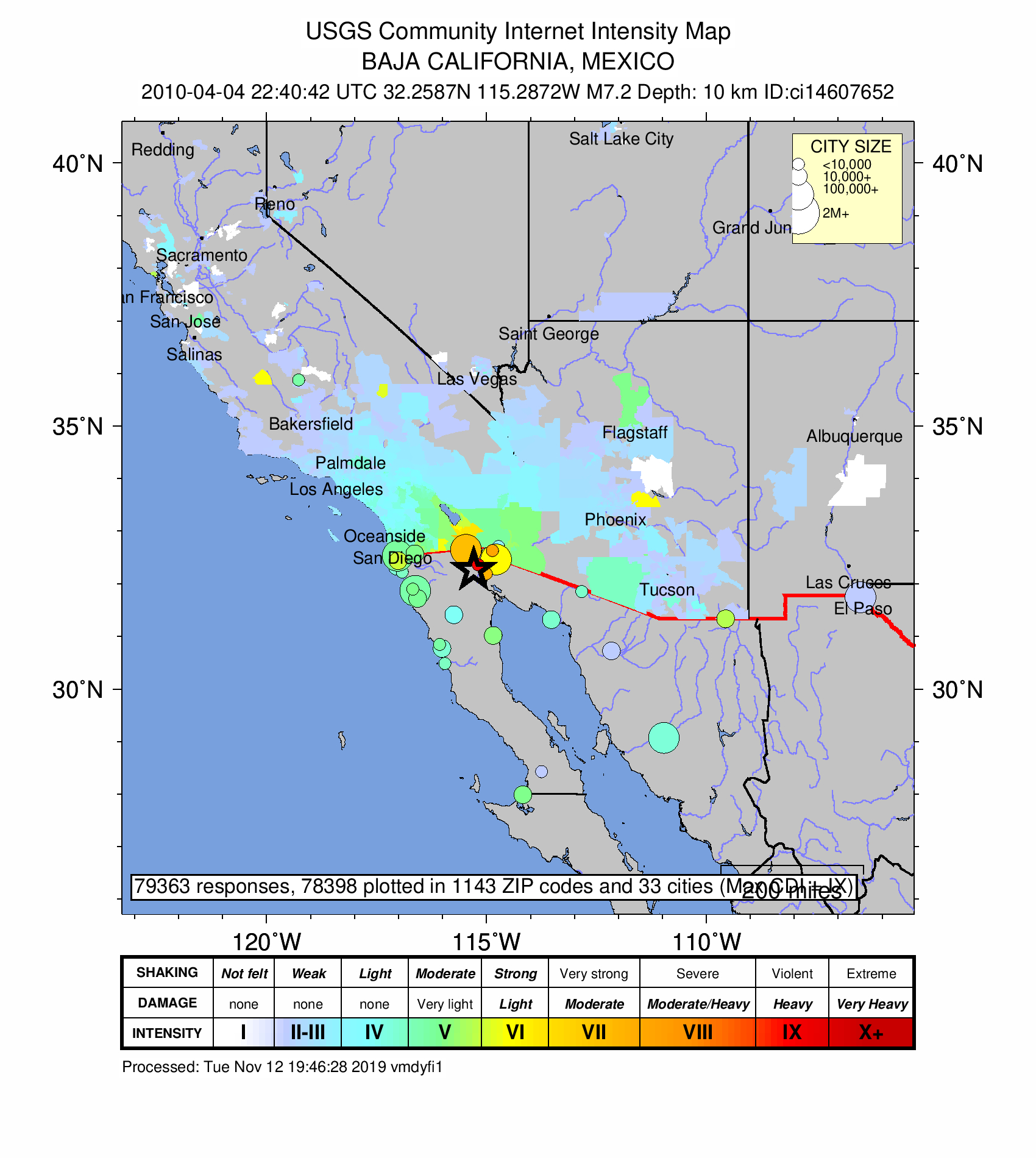
Mapa mostrando la respuesta de las personas que contactaron al USGS luego del terremoto.

La sismóloga del Servicio Geológico de los Estados Unidos Lucy Jones dijo que al menos 20 millones de personas en los Estados Unidos y México, la mayoría en el Sur de California, sintieron el terremoto. También se reportaron apagones esporádicos por todo el Sur de California.
Los rascacielos del centro de San Diego, California, a 177 km al noroeste del epicentro fueron estremecidos por el terremoto. El terremoto rompió al menos dos tuberías de agua, una en la tienda departamental Nordstrom en Fashion Valley Mall y la otra en Mission Bay High School.  El Aeropuerto Internacional de San Diego tuvo también caños rotos en la Puerta 33 de la Terminal 2, por lo que la terminal tuvo que ser evacuada debido a que podría tener fugas de gas natural.  El Puente del Coronado sobre la Bahía de San Diego tuvo que ser cerrada por la Patrulla de Caminos de California como medidas de precaución.
Testigos afirman que se sintió en el Centro de Los Ángeles. Sin embargo, no hubo daños inmediatos en Los Ángeles, pero el Departamento de Bomberos de Los Ángeles fue puesto en alerta. También se informó de personas atrapadas en elevadores de San Diego, Los Ángeles y de otro en Disneyland, Anaheim.
En el área de Yuma (Arizona), 3369 personas tuvieron cortes eléctricos debido al terremoto, según la Compañía de Servicios Públicos de Arizona, pero regresó al instante.

## Geología

### Réplicas
| Fecha:04-04-2010 | Hora local | Ubicación | Coordenadas                                 | Profundidad | ML  | Ref.   |
| ---------------- | ---------- | --- | ------------------------------------------- | ----------- | --- | ------ |
| 4 de abril       | 16:15:10   | Baja California 19 km al sursureste de Ciudad Guadalupe Victoria, Baja California                                              | 32°04′0″N 115°24′0″O / 32.06667, -115.40000 | 10,0 km     | 5,3 | [ 17 ] |
| 4 de abril       | 17:05:07   | Baja California 13 km al suroeste de Ciudad Guadalupe Victoria, Baja California                                                | 32°20′3″N 115°20′1″O / 32.33417, -115.33361 | 16,6 km     | 5,7 | [ 18 ] |
| 4 de abril       | 16:25:06   | Sonora 36 km al su-sureste de Ciudad Guadalupe Victoria, Baja California 55 km al sursudoeste de San Luis Río Colorado, Sonora | 32°39′4″N 115°35′1″O / 32.65111, -115.58361 | 16,6 km     | 5,2 | [ 19 ] |
| 4 de abril       | 18:25:34   | Baja California 14 km al sur de Ciudad Guadalupe Victoria, Baja California                                                     | 31°16′7″N 115°10′3″O / 31.26861, -115.16750 | 6 km        | 5,1 | [ 20 ] |
| 4 de abril       | 20:15:24   | Baja California 21 km al sursudoeste de Seeley, California                                                                     | 33°2′8″N 116°20′6″O / 33.03556, -116.33500  | 0.1 km      | 5,0 | [ 21 ] |
| 5 de abril       | 4:14:14    | Sur de California 18 km al suroeste de Seeley, California                                                                      | 33°6′2″N 116°20′7″O / 33.10056, -116.33528  | 13.1 km     | 5,2 | [ 22 ] |
| 5 de abril       | 6:33:05    | Baja California 20 km al sursudoeste de Seeley, California                                                                     | 33°4′0″N 116°20′1″O / 33.06667, -116.33361  | 0.0 km      | 5,1 | [ 23 ] |
| 8 de abril       | 11:44:27   | Baja California 19 km al noroeste de Guadalupe Victoria                                                                        | 36°2′0″N 115°28′0″O / 36.03333, -115.46667  | 0.0 km      | 5,3 | [ 24 ] |
| 9 de abril       | 18:05:43   | Baja California 8 km al suroeste de Guadalupe Victoria                                                                         | 32°25′0″N 115°18′0″O / 32.41667, -115.30000 | 0.0 km      | 5,0 | [ 25 ] |